# Хирагана
Хирагана [Hiragana] (јап. 平仮名, буквално „глатке кане”) је јапански слоговник, један од четири јапанска писма (остала су катакана (katakana), канџи (kanji) и ромаџи (rōmaji)).
Хирагана се користи за:
- Јапанске речи за које не постоје канџи, као што је суфикс -сан (さん -san).
- Јапанске речи за које канџи није познат ономе ко пише, за које се не очекује да читаоци знају, или су превише формалне за писање.
- Облици глагола и придева, као што је табемашита (食べました – tabemashita) – када се користи у ову сврху, хирагана се зове окуригана (送り仮名 – okurigana).
- Означавање изговора канџи за читаоце који их не знају – када се користи у ову сврху, хирагана се зове фуригана (furigana).

Сваки хирагана знак представља један слог и или је самосталан самогласник (као што је а – あ), сугласник праћен самогласником (као што је ка - か) или је ん који звучи као м или н.
Присуство хирагана међу кинеским знаковима је углавном довољно да се препозна да је текст јапански.

## Писмо Хирагана
Хирагана се састоји од основног сета знакова, званих gojūon (五十音 – буквално педесет звукова, али се само 45 користе данас), који се могу мењати на следећи начин:
- Додавањем дакутен (濁点 – dakuten) знака [゛] који мења безвучни сугласнику у звучни (конкретно: k → g, t → d, s → z и h → b).
- Додавањем хандакутен (半濁点 – handakuten) знака [゜] који мења h → p.
- Додавањем мањих верзија хирагана за ја (ゃ – ya), ју (ゅ – yu) или јо (ょ – yo), што палатализује претходни самогласник и (i).
- Мали знак цу (っ – tsu) означава глотални плозив. Најчешће се ово дешава пред сугласницима који су фрикативи или плозиви. Латиницом (одн. ромаџи) се ово означава са удвајањем сугласника. Понекад се налази након последњег самогласника у речи да би означио изненађење.

И други гласови се могу приказати са хираганом, кориштењем малих верзија пет самогласничких кана. Ово није уобичајено у формалном писању, али се користи када се код позајмљеница писаних катаканом жели приказати најприближнији изговор.
Неколико хирагана није део стандардног сета, па су тако ゐ – wi и ゑ – we непотребне, односно 'застареле', а ゔ – vu је савремен знак и изговара се као bwu, што приближно описује глас в у страним језицима.
Следећа табела приказује комплетан сет хирагана знакова са изговором према Хепбурну (Hepburn romanization) која се данас користи. 'Застарели' знаци су означени црвеном бојом.
|                |                |                |                |                |                   |                   |                   |
| あ a – а       | い i – и       | う u – у       | え e – е       | お o – о       | (+ya – +ја)       | (+yu – +ју)       | (+yo – +јо)       |
|                |                |                |                |                |                   |                   |                   |
| か ka – ка     | き ki – ки     | く ku – ку     | け ke – ке     | こ ko – ко     | きゃ kya – кја    | きゅ kyu – кју    | きょ kyo – кјо    |
| さ sa – са     | し shi – ши    | す su – су     | せ se – се     | そ so – со     | しゃ sha – ша     | しゅ shu – шу     | しょ sho – шо     |
| た ta – та     | ち chi – чи/ћи | つ tsu – цу    | て te – те     | と to – то     | ちゃ cha – ча/ћа  | ちゅ chu – чу/ћу  | ちょ cho – чо/ћо  |
| な na – на     | に ni – њи     | ぬ nu – ну     | ね ne – не     | の no – но     | にゃ nya – ња     | にゅ nyu – њу     | にょ nyo – њо     |
| は ha – ха     | ひ hi – хи     | ふ fu – фу     | へ he – хе     | ほ ho – хо     | ひゃ hya – хја    | ひゅ hyu – хју    | ひょ hyo – хјо    |
| ま ma – ма     | み mi – ми     | む mu – му     | め me – ме     | も mo – мо     | みゃ mya – мја    | みゅ myu – мју    | みょ myo – мјо    |
| や ya – ја     | -              | ゆ yu – ју     | -              | よ yo – јо     | (не постоји)      | (не постоји)      | (не постоји)      |
| ら ra – ра     | り ri – ри/љи  | る ru – ру     | れ re – ре     | ろ ro – ро     | りゃ rya – рја/ља | りゅ ryu – рју/љу | りょ ryo – рјо/љо |
| わ wa – „уа”   | ゐ wi – „уи”   | -              | ゑ we – „уе”   | を wo – „уо”   | (не постоји)      | (не постоји)      | (не постоји)      |
| (не постоји)   | (не постоји)   | (не постоји)   | (не постоји)   | ん n – н       | (не постоји)      | (не постоји)      | (не постоји)      |
|                |                |                |                |                |                   |                   |                   |
| が ga – га     | ぎ gi – ги     | ぐ gu – гу     | げ ge – ге     | ご go – го     | ぎゃ gya – гја    | ぎゅ gyu – гју    | ぎょ gyo – гјо    |
| ざ za – за/дза | じ ji – џи/ђи  | ず zu – зу/дзу | ぜ ze – зе/дзе | ぞ zo – зо/дзо | じゃ ja – џа/ђа   | じゅ ju – џу/ђу   | じょ jo – џо/ђо   |
| だ da – да     | ぢ ji – џи/ђи  | づ zu – зу/дзу | で de – де     | ど do – до     | (исто као пре)    | (исто као пре)    | (исто као пре)    |
| ば ba – ба     | び bi – би     | ぶ bu – бу     | べ be – бе     | ぼ bo – бо     | びゃ bya – бја    | びゅ byu – бју    | びょ byo – бјо    |
| ぱ pa – па     | ぴ pi – пи     | ぷ pu – пу     | ぺ pe – пе     | ぽ po – по     | ぴゃ pya – рја    | ぴゅ pyu – рју    | ぴょ pyo – рјо    |

## Правила писања
Осим неколико правила које се тичу делова реченица は, を и へ, као и још пар арбитрарних правила, јапански се пише како се говори. Ово није одувек тако: раније се доста арбитрарно писало, а изузеци у савременом систему су остаци тог времена.
Треба приметити да се две хирагане изговарају као џи/ђи (じ и ぢ), као и две са изговором зу (ず и づ). Ови парови нису међусобно измењиви. Тачна правила писања се називају каназукаи (かな使い – kanazukai, „употреба канâ”). Уопштено, правила су:
- Ако су прве две хирагане у речи исте, али друга има дакутен, користи се иста хирагана као и прва, на пример – Сузуко (Suzuko) се пише すずこ.
- За сложенице где се дакутен додаје због слагања, користи се оригинална хирагана. Тако се чи/ћи (血 – крв) пише са ち, тако да се ханађи (鼻血 – hanaji, „крвави нос”) пише хираганом はなぢ. Цукау (使う – tsukau, „користити”) се пише つかう, па се каназукаи (かな使い – kanazukai, „употреба канâ”) хираганом пише かなづかい. Ово не важи када се други елемент сложенице сматра значајним, издвојеним делом; у том случају, основно писање се користи. Тако, иако се иназума (稲妻 – inazuma, „муња) пише са канџи цума (妻 – tsuma, „жена”), ова реч се сматра значајним делом сложенице и не пише се хираганом いなづま већ いなずま.
- Ђи (痔 – ji, „хемороиди”) се пише ぢ, иако би се, према речницима, требало писати じ, али су рекламе за лекове против хемороида учиниле да ова 'неправилна' верзија уђе у употребу.
- У свим осталим случајевима се ђи пише じ, а зу ず.
- Н (ん) се никада не може наћи на почетку јапанске речи. Ипак, понекад га може пратити самогласник, те се тако рен'аи (恋愛 - ren'ai) пише れんあい, а ден'ацу (電圧 - den'atsu) се пише でんあつ.

## Изговор
Види главни чланак о јапанском језику.

## Редослед
Хирагана представља основу за редослед у јапанском. Ређају се према редоследу у gojūon систему (あ い う え お ... わ を ん), иако се ироха редослед још користи у неким приликама. Речници се разликују по редоследу кратких и дугих самогласника, по томе где стављају мало цу и дијакритичке знакове. Пошто се у јапанском не користи размак између речи (осим за децу), не постоји ређање по речима, већ само по кана симболима.

## Историја
Хирагана је настала од манјогана (man’yōgana), кинеских знакова кориштених само за означавање изговора, што се појавило у V веку н. е. Књижевност је писана овим знацима и како су се манјогана симболи упроштавали (постајали 'глаткији'), хирагана је настала, а користиле су је претежно жене. Следећа слика представља настанак хирагана знака од манјогана:
Хирагана нису прихватили сви. Многи су сматрали да језик учених треба да буде кинески. Ипак, хирагана је остала популарна међу женама јер оне и тако нису стицале више образовање. Тако је и настало друго име за хирагана, оннаде (女手 - onnade, „женско писмо”). На пример, Прича о Генђију и друге ране приповетке женских аутора су писане скоро сасвим хираганом. Она се користла за незванично писање због 'течног' изгледа, док се за званична документа гористе катакана и кинески знаци. Данас, чешћа је од катакане, која се користи за позајмљенице и транскрибоване речи.
Већина звукова се бележило са више од једне хирагане. 1900. године, систем је поједностављен, тако да сваки звук има само једну хирагана. Остале хирагана су познате под именом хентаигана (変体仮名 – hentaigana).

## Хирагана уУникоду
У Уникоду, Хирагана се налази на местима од U+3040 до U+309F :
|     |  | 0  | 1  | 2  | 3  | 4  | 5  | 6  | 7  | 8  | 9  | A  | B  | C  | D  | E  | F  |
| 304 |  | ぀  | ぁ | あ | ぃ | い | ぅ | う | ぇ | え | ぉ | お | か | が | き | ぎ | く |
| 305 |  | ぐ | け | げ | こ | ご | さ | ざ | し | じ | す | ず | せ | ぜ | そ | ぞ | た |
| 306 |  | だ | ち | ぢ | っ | つ | づ | て | で | と | ど | な | に | ぬ | ね | の | は |
| 307 |  | ば | ぱ | ひ | び | ぴ | ふ | ぶ | ぷ | へ | べ | ぺ | ほ | ぼ | ぽ | ま | み |
| 308 |  | む | め | も | ゃ | や | ゅ | ゆ | ょ | よ | ら | り | る | れ | ろ | ゎ | わ |
| 309 |  | ゐ | ゑ | を | ん | ゔ | ゕ | ゖ | ゗  | ゘  | ゙   | ゚   | ゛ | ゜ | ゝ | ゞ | ゟ |